# Teenage Mutant Ninja Turtles (datorspel 1989)
Teenage Mutant Ninja Turtles, släppt i Japan som Gekikame Ninja Den (激亀忍者伝? lit. "Fierce Turtle Ninja Legend") och i Europa (utom Italien) som Teenage Mutant Hero Turtles (på italienska: Tartarughe Ninja), är ett datorspel från 1989 till Nintendo Entertainment System, senare porterat till MS-DOS. Spelet utvecklades av Konami och släpptes ursprungligen på Konamis märke Ultra Games i Nordamerika och dess motsvarighet, Palcom Software, i PAL-regionen. Spelet är baserat på 1987 års tecknade TV-serie, som då avslutat sin andra säsong under ursprungslanseringen.
Spelet överfördes till många hemdatorer (DOS-versionen är något ökänd då det finns ett hinder som inte går att passera utan fusk). Den släpptes också till Wii:s Virtual Console service i Europa och Australien den 16 mars 2007 för 500 poäng. I Nordamerika släpptes det den 2 april 2007 för 600 poäng - 100 poäng mer än genomsnittliga NES-spel - på grund av en licensfråga: 
| ”                                     | "Som ni vet innehar vi för närvarande inte spellicensen för Turtles, så vi var tvungna att upprätta ett nytt licensavtal för dessa titel." | „ |
| – Dennis Lee, gruppmanager för Konami | |   |

Något senare ökades spelets pris i Europa och Australien till 600 Wiipoäng, då det ansågs som importspel eftersom det behåller ordet Ninja i titeln. Spelet togs bort på Wii Shop Channel 26 januari 2012.

## Spelet

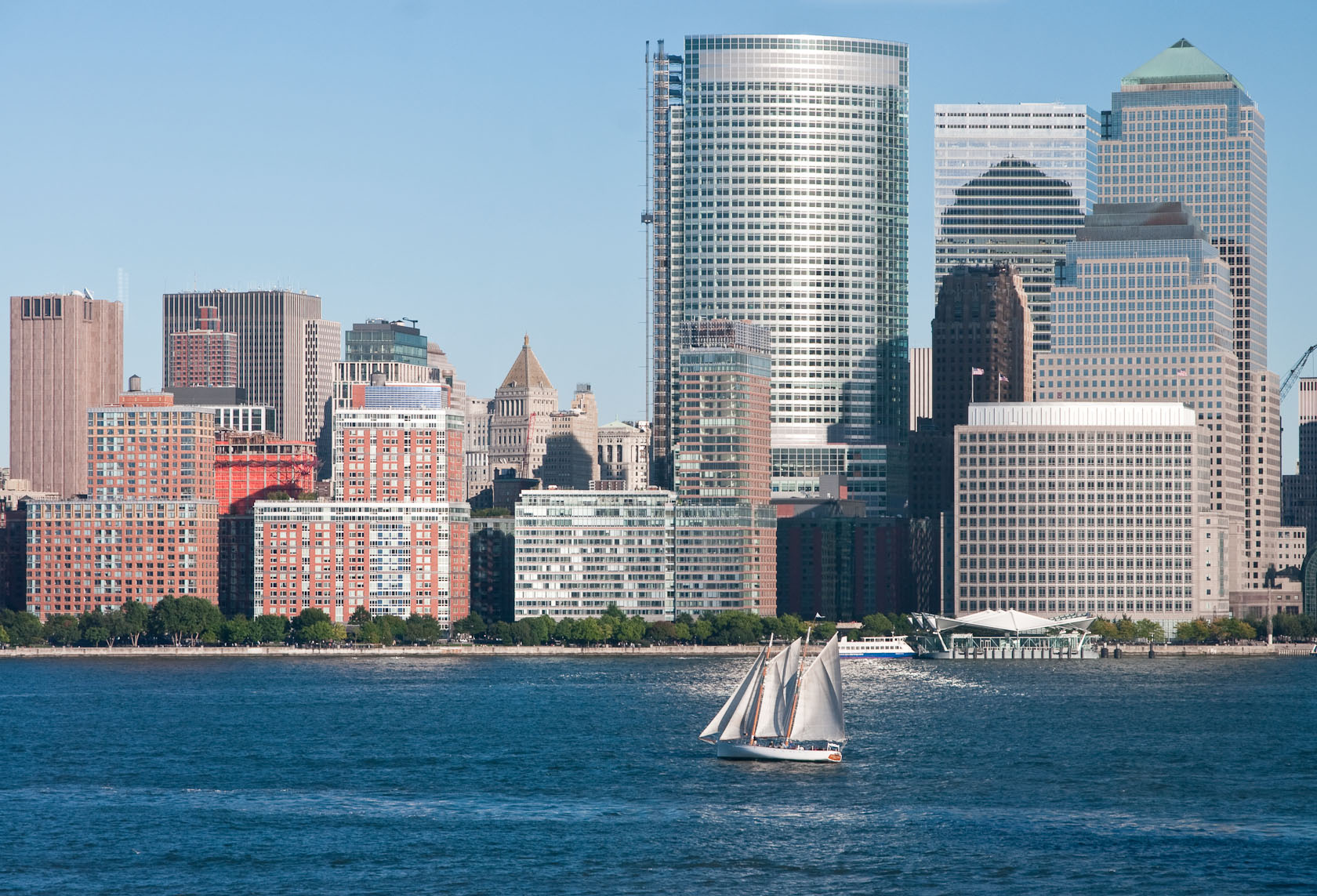
Hudsonfloden, där simmarbanan utspelar sig.

Spelaren väljer en av de fyra sköldpaddorna: Leonardo, Michelangelo, Donatello och Raphael. Spelet kombinerar action och äventyr på ett sätt som samtidens övriga Turtlesspel, vilka nästan bara innehåller action, inte gör. Sköldpaddorna är nästan identiska, frånsett vapen, vilka skiljer i anfallshastighet, räckvidd och skadegörelse. Donatells bo har bäst räckvidd och skadeverkan, men är långsammast. Spelaren tar sig genom de fem första nivåerna med en översiktskarta för att nå olika kloaker, lagerlokaler och andra områden.
På vägen kämpar man mot olika hot, från Fotsoldater och Mouserrobotar till bombfällande luftskepp och motorsågsbeväpnade typer. Det finns minibossar, och varje nivå utom den andra avslutas med en nivåboss.
Varje sköldpadda fungerar som ett "liv": då en figur har dött, kan man fortsätta som den andra tills alla fyra dött. Då spelet är över kan man fortsätta och börja om på samma bana, nu med alla fyra vid liv igen (continue finns två gånger). Man kan senare i spelet återställa sköldpaddorna, med full energimätare igen. Om fler än en saknas får de räddas i ordningen de besegrades. Det enda undantaget är Hudsonfloden ("simmarbanan"), där spelaren simmar under vattnet för att inom begränsad tid stänga av åtta bomber. Om man misslyckas innan tiden rinner ut blir det game over direkt. Däremot kan man byta karaktär även på denna nivå om en spelares energi börjar ta slut.

## Banor och bossar
Bana 1: Kloakerna – Boss: Bebop, och senare på banan, Rocksteady

Bana 2: Dammen

Bana 3: Staden – Boss: Mega Turtle

Bana 4: Flygbasen – Boss: Jättemouser

Bana 5: Fotklanens bas – Boss: Teknodromen

Bana 6: Teknodromen – Boss: Shredder

## Mottagande och uppföljare
Den ursprungliga NES-versionen sålde bra, med omkring 4 miljoner exemplar. Det är ett av de NES-spel som sålt bäst bland de som inte gjordes av Nintendo. Dock fick det negativ kritik från spel. Flera datorversioner gjordes inför julhelgen men gick dåligt.
Samma år släppte Konami ett arkadspel, även kallat Mutant Ninja Turtles. 1990 överfördes det till NES som Teenage Mutant Ninja Turtles II: The Arcade Game, även om det inte var en riktig uppföljare förutom att de delade huvudlicens. Spelet hade ett mer tecknat utseende, starkare band till 1987 års tecknade TV-serie, och var främst ett sidscrollande beat 'em up-spel, och man kunde spela fyra samtidigt (2 i NES-versionen). Denna stil blev dock en form av standard för Turtlesspelen under de närmast kommande åren.

### Fotnoter
1. ↑  Scary-Crayon reviews... Teenage Mutant Ninja Turtles I & II (MS-DOS PC-versioner)
2. ↑  ”ign.com: Konami Talks Virtual Console”. Arkiverad från originalet den 17 maj 2009. https://web.archive.org/web/20090517062719/http://wii.ign.com/articles/791/791978p1.html. Läst 22 augusti 2008.